# 安铭县
安铭县（越南语：／）是越南河江省下辖的一个县，面积783.65平方公里，2018年时总人口90200人。

## 地理
安铭县北接中国云南省，东北接同文县，东接苗旺县，东南接高平省保林县，南接北迷县，西接官坝县和渭川县。

## 历史
1999年8月20日，安铭社部分区域分别划归铳江社和老和寨社管辖，安铭社分设为安铭市镇、有永社、东铭社。
2025年6月12日，宣光省和河江省合并成新的宣光省，安铭县随之短暂划归宣光省管辖。6月16日，越南国会废除县级政区，安铭县随之废除；铳江社、冲苔社和胜摩社合并成新的胜摩社，富陇社、那溪社和百的社合并成新的百的社，安铭市镇、老和寨社、有永社、东铭社和同文县云寨社合并成安铭社，岩罗社、茂隆社和茂裔社合并成新的茂裔社，瑜进社和瑜珈社合并成新的瑜珈社，陇湖社和塘上社合并成新的塘上社，玉隆社不作调整，各新社均隶属宣光省直接管辖。

## 行政区划
安铭县下辖1市镇17社，县莅安铭市镇。
- 安铭市镇（Thị trấn Yên Minh）
- 百的社（Xã Bạch Đích）
- 东铭社（Xã Đông Minh）
- 瑜珈社（Xã Du Già）
- 瑜进社（Xã Du Tiến）
- 塘上社（Xã Đường Thượng）
- 有永社（Xã Hữu Vinh）
- 老和寨社（Xã Lao Và Chải）
- 陇湖社（Xã Lũng Hồ）
- 茂裔社（Xã Mậu Duệ）
- 茂隆社（Xã Mậu Long）
- 那溪社（Xã Na Khê）
- 岩罗社（Xã Ngam La）
- 玉隆社（Xã Ngọc Long）
- 富陇社（Xã Phú Lũng）
- 冲苔社（Xã Sủng Thài）
- 铳江社（Xã Sủng Cháng）
- 胜摩社（Xã Thắng Mố）